# Don Page (Physiker)

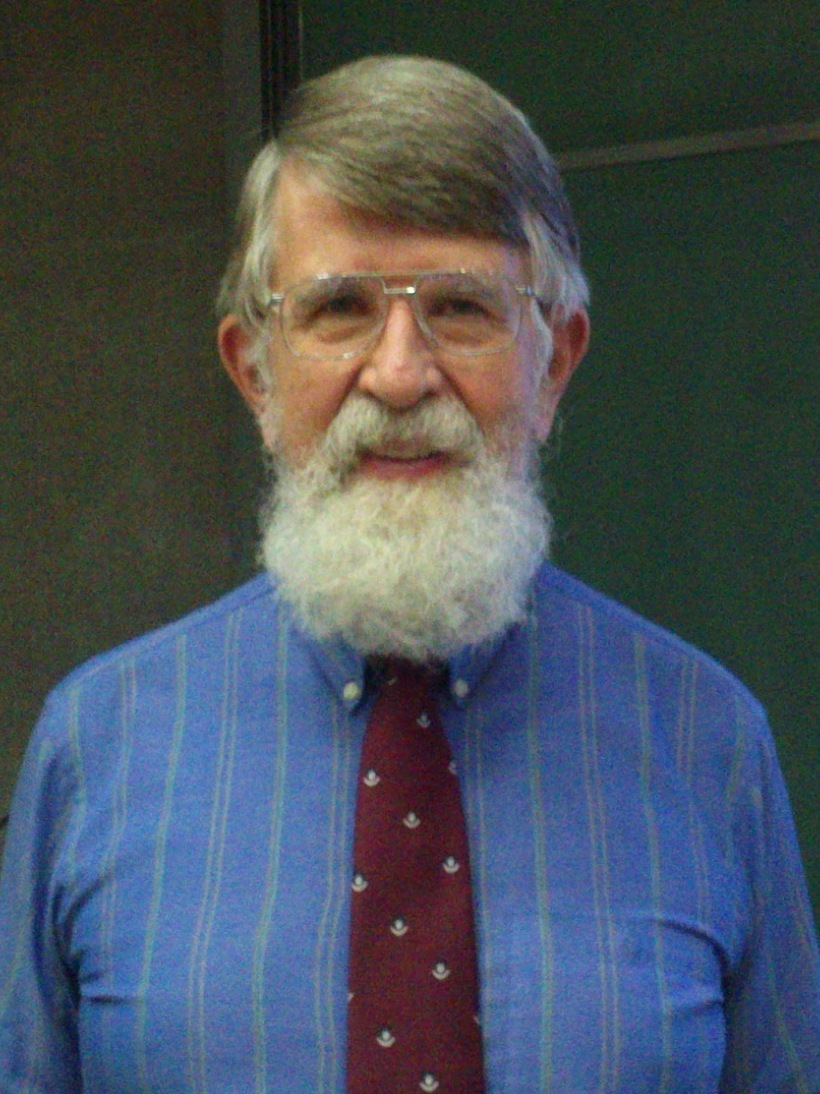
Don Page

Don Nelson Page (* 31. Dezember 1948 in Bethel (Alaska)) ist ein kanadisch-US-amerikanischer Physiker.

## Leben
Seine Eltern waren zur Zeit seiner Geburt Schullehrer für das Bureau of Indian Affairs in Alaska. Page studierte am William Jewell College mit dem Bachelor-Abschluss 1971 und am Caltech mit dem Master-Abschluss 1972 und der Promotion 1976 (Accretion into and emission from Black Holes) bei Kip Thorne. Außerdem erhielt er 1978 einen Master-Abschluss (MA) an der Universität Cambridge, an der er 1976 bis 1979 Forschungsassistent von Stephen Hawking war. 1979 wurde er Assistant Professor an der Penn State, an der er 1983 Associate Professor und 1986 Professor wurde. 1990 wurde er Professor an der University of Alberta.
2012 wurde er Fellow der Royal Society of Canada. 2019 erhielt er den Willis-E.-Lamb-Preis.

## Lehre
Er befasst sich mit theoretischer Gravitationsphysik und Quantenkosmologie.
Mit Hawking zeigte er, dass Schwarze Löcher in Anti-de-Sitter-Räumen nur oberhalb einer kritischen Temperatur in thermischem Gleichgewicht mit Strahlung sind und darunter instabil (mit einem Phasenübergang 1. Ordnung). Nach ihm und Subrahmanyan Chandrasekhar ist eine separable Form der Diracgleichung für massive Teilchen mit halbzahligem Spin in Kerr-Metrik bzw. Kerr-Newman-Metrik (im Fall der Metrik um geladene schwarze Löcher) benannt. Der Fall der Kerr-Metrik stammt von Chandrasekhar, die Erweiterung auf die Kerr-Newman-Metrik von Page.
Nach ihm ist auch die Page-Kurve benannt, die die Entropie der von einem Schwarzen Loch emittierten Hawking-Strahlung als Funktion der Zeit beschreibt unter der Annahme, dass das Schwarze Loch anfänglich in einem reinen Quantenzustand ist und der Evaporationsprozess durch eine unitäre Zeitentwicklung beschrieben wird. Als Page-Zeit wird der Zeitpunkt bezeichnet, an dem die zunächst anwachsende Kurve ein maximum erreicht, um dann wieder auf Null zurückzugehen.

## Schriften (Auswahl)
- mit K. S. Thorne: Disk-accretion onto a black hole. Time-averaged structure of accretion disk, Astroph. J., Band 191, 1974, S. 499–506
- mit S. W. Hawking: Gamma rays from primordial black holes, Astroph. J., Band 206, 1976, S. 1–7
- Dirac equation around a charged, rotating black hole, Phys. Rev. D, Band 14, 1976, S. 1509–1510
- Particle emission rates from a black hole: massless particles from an uncharged, nonrotating hole, Phys. Rev. D, Band 13, 1976, S. 198
- mit W. K. Wootters: Evolution without evolution: Dynamics described by stationary observables, Phys. Rev. D, Band 27, 1983, S. 2885
- mit S. Hawking: Thermodynamics of black holes in anti-de Sitter space, Communications in Mathematical Physics, Band 87, 1983, S. 577–588
- mit S. W. Hawking: Operator ordering and the flatness of the universe, Nucl. Phys. B, Band 264, 1986, S. 185–196
- mit S. Hawking: Spectrum of wormholes, Phys. Rev. D, Band 42, 1990, S. 2655–2663
- Information in Black Hole Radiation, Phys. Rev. Lett., Band 71, 1993, S. 3743–3746. Arxiv
- Average entropy of a subsystem, Phys. Rev. Lett., Band 71, 1993, S. 1291
- mit S. W. Hawking, C. J. Hunter: NUT charge, anti–de Sitter space, and entropy, Phys. Rev. D, Band 59, 1999, S. 044033
- mit G. W. Gibbons, H. Lü, C. N. Pope: Rotating black holes in higher dimensions with a cosmological constant, Phys. Rev. Lett., Band 93, 2004, S. 171102
- mit G. W. Gibbons, H. Lü, C. N. Pope: The general Kerr–de Sitter metrics in all dimensions, Journal of Geometry and Physics, Band 53, 2005, S. 49–73
- Hawking radiation and black hole thermodynamics, New Journal of Physics, Band 7, 2005, S. 203